# Neferneferuatón-Tasherit
Neferneferuatón-tasherit, cuarta hija del faraón Ajenatón y de la Gran Esposa Real Nefertiti. 

## Biografía
Nació en el año 7 u 8 o 9 del reinado de su padre, y por tanto es la primera princesa real nacida en la recién fundada capital de Ajetatón (hoy es Tell el-Amarna).
Su nombre incluye el "Tasherit" ("La joven") porque uno de los títulos de su madre era Neferneferuatón. Este caso de una hija que coincide en nombre con su madre tiene más de un ejemplo en la familia real de Amarna.
Tenía tres hermanas mayores, llamadas Meritatón, Meketatón y Anjesenamón, y dos más pequeñas, Neferneferura y Setepenra.
Prácticamente se ignora todo acerca de esta princesa. Cuando murió su hermana Meketatón aún vivía (tendría unos 6 años), pero es el último lugar donde aparece representada. Lo más posible es que muriese antes que sus padres, como casi todas sus hermanas. Sin embargo, muchos han pensado que fue dada en matrimonio a un rey extranjero (de Siria o de Babilonia), cosa que es muy de extrañar, pues no era costumbre que los faraones enviasen a sus hijas a casarse con otros reyes. Sea como fuere, los pasos de esta niña se pierden muy pronto en la historia.